# Fred Perry
Frederick John Perry (18. svibnja 1909. – 2. veljače 1995.), ili obično samo Fred Perry je britanski tenisač koji je osvajao Wimbledon čak tri puta. Od 1936. do 2013. bio je posljednji Britanac kojem je to uspjelo. Naslijedio ga je Andy Murray.

## Životopis
Rodio se u mjestu Stockport,općina Cheshire, Engleska. Rano se počeo baviti sportom, pa je postao i svjetski prvak u stolnom tenisu. "Velikim" tenisom počeo se baviti tek s 18 godina. Bio je strašno brz, i imao dobru tehniku, iako mnogi navode da mu je bekhend bio jedina slabost. 
Kontroverzan igrač, jer ga neki opisuju kao egocentričnog i sebičnog igrača koji je propao onog trenutka kad je postao profesionalac. Sumnjalo se da namjerno gubi mečeve, a loša igra imala je zadatak pokazati publici da je Fredu igranje ispod časti. Osvojio je Grand Slam, iako ne sve u jednoj godini. Drži rekord za postignuti Career Slam kojeg je osvojio s 26 godina. Patentirao je i svoju liniju odjeće, posebice bijelu pamučnu majicu i znojnik. Oboje su bili veliki uspjeh. Spomenik mu je na travi All England Cluba u Wimbeldonu. Otac mu je bio zastupnik u britanskom Parlamentu.
U Međunarodnu kuću slavnih tenisa uveden je 1975. godine. Smatran je jednim od najboljih tenisača u povijesti tog sporta. Prema nekim ocjenama, spada među 10 najvećih igrača. Fred Perry umro je u 85. godini u Melbourneu, Australija.